# Mosques negres

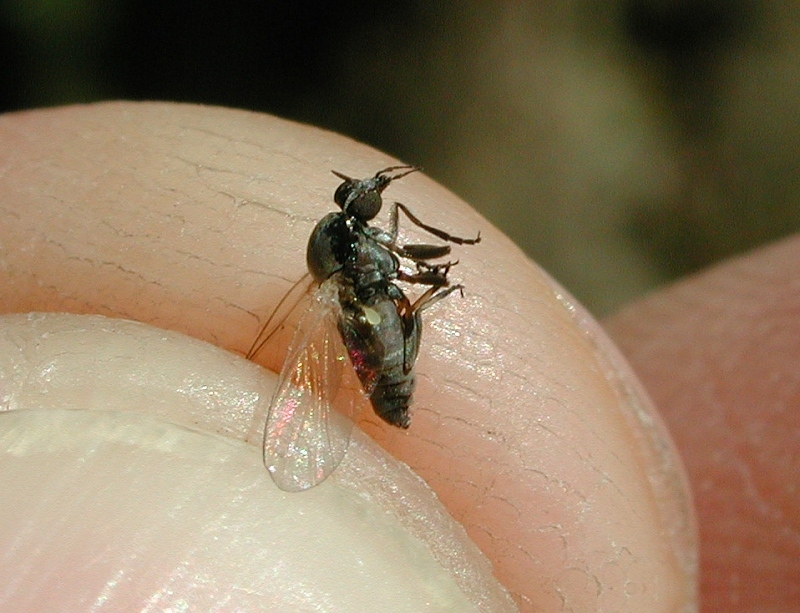
Exemplar de mosca negra

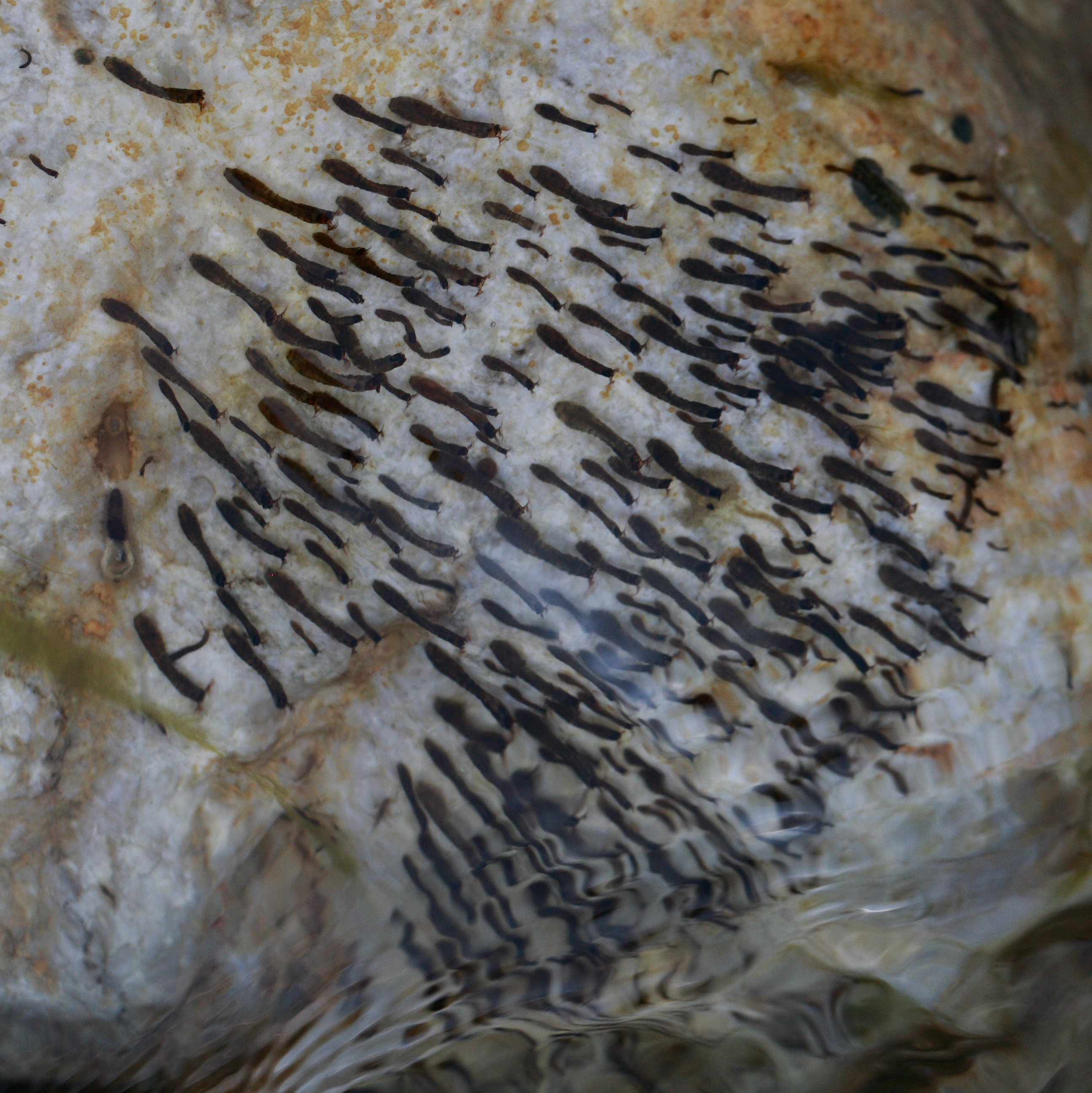
Larves de mosca negra en un curs d'aigua.

Els simúlids (Simuliidae) són una família de dípters nematòcers de l'infraordre dels culicomorfs que inclou les mosques negres, petits mosquits hematòfags amb una picada aguda i molt desagradable.

## Característiques
Són mosques menudes de 2 a 5 mm i de color generalment fosc. Actualment es coneixen amb el nom de mosques negres, nom que prové de llur nom vulgar anglès "black fly".
Es diferencien dels mosquits per tenir el cos més rabassut, boca picadora-xucladora, ales amples i potes molt més curtes.
La mosca negra ha anat abundant per tot el món.
Els simúlids es poden trobar en nombre abundant en arbusts i arbres situats a prop de cursos d'aigua de corrent lent i al capvespre poden formar eixams de molts individus. Llurs larves són aquàtiques i viuen fixades a les pedres i vegetació (generalment algues) en llocs on l'aigua flueixi, sigui neta i ben oxigenada. Els seus hàbits són diürns, especialment a primera i última hora del dia, i el seu radi d'acció pot arribar a 50 km entorn del lloc on han nascut.

## Picades
En general els simúlids s'alimenten dels sucs dels vegetals però les femelles de moltes espècies són hematòfagues, poden picar les persones i els animals, igual que els mosquits, per xuclar-ne la sang, la qual és una aportació nutricional excel·lent per al desenvolupament i la posta dels ous.
El seu aparell bucal és de tipus mandibular, a diferència dels mosquits que piquen amb un estilet i, per tant, els simúlids efectuen una picada-mossegada dolorosa que, en alguns casos, pot sagnar. Mentre piquen, però, injecten un anestèsic, un vasodilatador i un anticoagulant que eviten que la picada-mossegada es noti a l'instant. Posteriorment es produeix una forta irritació i inflamació de la zona que, en alguns casos, pot necessitar atenció mèdica. A Catalunya no actua com a vector de cap malaltia.
El primer cas de picada documentat a Catalunya data del 1997, però no fou fins a l'any 2003 que la Generalitat de Catalunya inicià actuacions per aconseguir la disminució de la població d'aquest insecte. La primavera de l'any 2004 s'iniciaren els tractaments contra les larves de simúlids en diversos trams del Ter, el Terri i la riera d'en Xuncla. L'any 2005 s'hi van afegir alguns trams més del Ter i el riu Llémena a l'altura de Sant Gregori. També es va començar a trobar a l'entorn de Tortosa (Baix Ebre) i al Montsià, a la vora de l'Ebre. Els darrers anys s'ha instal·lat fortament a la Ribera del Xúquer, tant als camps propers a aquest riu com a les poblacions dels voltants, així com a gairebé totes les comarques del sud de Catalunya, fins i tot les interiors com la Ribera d'Ebre i la Terra Alta, i al Segre, entre Lleida i Montoliu de Lleida, així com a la part catalana del riu Cinca.